# Salix denticulata
Salix denticulata — вид квіткових рослин із родини вербових (Salicaceae).

## Морфологічна характеристика
Це кущ до 6 метрів заввишки. Гілки в молодості запушені, голі. Листки на голих ніжках ≈ 2 мм; листкова пластина яйцювата чи еліптично-довгаста, 3–5 × 1.2–2.2 см, знизу бліда, зверху зелена, обидві поверхні голі, край зубчастий, верхівка гостра чи тупа. Чоловічі сережки ≈ 2.5 см; пиляки жовті. Жіночі сережки 4 см, до 9 см у плодах. Коробочка еліпсоїдно-довгаста, ≈ 4 мм завдовжки.

## Середовище проживання
Афганістан, Південний Центральний Китай, Непал, Пакистан, Тибет, Західні Гімалаї. Росте уздовж річок.